# Cantonul Hornoy-le-Bourg
Cantonul Hornoy-le-Bourg este un canton din arondismentul Amiens, departamentul Somme, regiunea Picardia, Franța.

## Comune
| Comune                     | Populație (1999) | Cod poștal | Cod INSEE |
| -------------------------- | ---------------- | ---------- | --------- |
| Arguel                     | 35               | 80140      | 80026     |
| Aumont                     | 116              | 80640      | 80041     |
| Beaucamps-le-Jeune         | 187              | 80430      | 80061     |
| Beaucamps-le-Vieux         | 1 385            | 80430      | 80062     |
| Belloy-Saint-Léonard       | 102              | 80270      | 80081     |
| Brocourt                   | 120              | 80430      | 80143     |
| Dromesnil                  | 121              | 80640      | 80259     |
| Hornoy-le-Bourg            | 1 449            | 80640      | 80443     |
| Lafresguimont-Saint-Martin | 445              | 80430      | 80456     |
| Liomer                     | 370              | 80430      | 80484     |
| Méricourt-en-Vimeu         | 107              | 80640      | 80531     |
| Le Quesne                  | 300              | 80430      | 80651     |
| Saint-Germain-sur-Bresle   | 185              | 80430      | 80703     |
| Thieulloy-l'Abbaye         | 276              | 80640      | 80754     |
| Villers-Campsart           | 156              | 80140      | 80800     |
| Vraignes-lès-Hornoy        | 82               | 80640      | 80813     |